# Kabinett Clinton
Das Kabinett Clinton bestand aus den Ministern des 42. Präsidenten der Vereinigten Staaten, Bill Clinton sowie weiteren Amtsträgern der Exekutive, die Kabinettsrang innehatten.
Mehrere Mitglieder des Kabinetts hatten während Clintons Präsidentschaft mehrere Ämter inne. Mickey Kantor leitete 1997 das Handelsministerium und war zugleich Handelsbeauftragter der Vereinigten Staaten. Federico Peña, von 1993 bis 1997 Verkehrsminister, war von 1997 bis 1998 Energieminister. Der Direktor des Office of Management and Budget von 1993 bis 1994, Leon Panetta, wurde 1994 zum Stabschef des Weißen Hauses ernannt.

## Mehrheit im Kongress
| Präsident                         | Präsident        | Kongress | Haus    | Haus    | Senat  | Senat  | Gesamt             | Gesamt             |
| --------------------------------- | ---------------- | -------- | ------- | ------- | ------ | ------ | ------------------ | ------------------ |
|                                   | Bill Clinton (D) | 103.     |         | 259/435 |        | 57/100 |                    | Unified government |
| 104.                              | Bill Clinton (D) |          | 205/435 |         | 47/100 |        | Divided government |                    |
| 105.                              | Bill Clinton (D) | 209/435  | 45/100  |         |        |        | Divided government |                    |
| 106.                              | Bill Clinton (D) | 212/435  | 45/100  |         |        |        | Divided government |                    |
| Quelle: Repräsentantenhaus, Senat |                  |          |         |         |        |        |                    |                    |

## Das Kabinett
| Ressort / Amt                                               | Amtsinhaber                      | Partei | Partei           | Zeitraum  | Bild |
| ----------------------------------------------------------- | -------------------------------- | ------ | ---------------- | --------- | ---- |
| Präsident der Vereinigten Staaten                           | William Jefferson „Bill“ Clinton |        | Demokrat (D)     | 1993–2001 |      |
| Vizepräsident der Vereinigten Staaten                       | Albert Arnold Gore               |        | D                | 1993–2001 |      |
| Ministerämter                                               |                                  |        |                  |           |      |
| Außenminister der Vereinigten Staaten                       | Warren Minor Christopher         |        | D                | 1993–1997 |      |
| Außenminister der Vereinigten Staaten                       | Madeleine Korbel Albright        |        | D                | 1997–2001 |      |
| Finanzminister der Vereinigten Staaten                      | Lloyd Millard Bentsen            |        | D                | 1993–1994 |      |
| Finanzminister der Vereinigten Staaten                      | Robert Edward Rubin              |        | D                | 1995–1999 |      |
| Finanzminister der Vereinigten Staaten                      | Lawrence Henry Summers           |        | D                | 1999–2001 |      |
| Verteidigungsminister der Vereinigten Staaten               | Leslie Aspin                     |        | D                | 1993–1994 |      |
| Verteidigungsminister der Vereinigten Staaten               | William James Perry              |        | Parteilos        | 1994–1997 |      |
| Verteidigungsminister der Vereinigten Staaten               | William Sebastian Cohen          |        | Republikaner (R) | 1997–2001 |      |
| Justizminister der Vereinigten Staaten                      | Janet Reno                       |        | D                | 1993–2001 |      |
| Innenminister der Vereinigten Staaten                       | Bruce Edward Babbitt             |        | D                | 1993–2001 |      |
| Landwirtschaftsminister der Vereinigten Staaten             | Albert Michael Espy              |        | D                | 1993–1994 |      |
| Landwirtschaftsminister der Vereinigten Staaten             | Daniel Robert Glickman           |        | D                | 1994–2001 |      |
| Handelsminister der Vereinigten Staaten                     | Ronald Harmon Brown              |        | D                | 1993–1996 |      |
| Handelsminister der Vereinigten Staaten                     | Michael Kantor                   |        | D                | 1996–1997 |      |
| Handelsminister der Vereinigten Staaten                     | William Michael Daley            |        | D                | 1997–2000 |      |
| Handelsminister der Vereinigten Staaten                     | Norman Yoshio Mineta             |        | D                | 2000–2001 |      |
| Arbeitsminister der Vereinigten Staaten                     | Robert Bernard Reich             |        | D                | 1993–1997 |      |
| Arbeitsminister der Vereinigten Staaten                     | Alexis Margaret Herman           |        | D                | 1997–2001 |      |
| Gesundheitsminister der Vereinigten Staaten                 | Donna Edna Shalala               |        | D                | 1993–2001 |      |
| Bildungsminister der Vereinigten Staaten                    | Richard Wilson Riley             |        | D                | 1993–2001 |      |
| Bauminister der Vereinigten Staaten                         | Henry Gabriel Cisneros           |        | D                | 1993–1997 |      |
| Bauminister der Vereinigten Staaten                         | Andrew Mark Cuomo                |        | D                | 1997–2001 |      |
| Verkehrsminister der Vereinigten Staaten                    | Federico Fabian Peña             |        | D                | 1993–1997 |      |
| Verkehrsminister der Vereinigten Staaten                    | Rodney Earl Slater               |        | D                | 1997–2001 |      |
| Energieminister der Vereinigten Staaten                     | Hazel Rollins O’Leary            |        | D                | 1993–1997 |      |
| Energieminister der Vereinigten Staaten                     | Federico Fabian Peña             |        | D                | 1997–1998 |      |
| Energieminister der Vereinigten Staaten                     | William Blaine Richardson        |        | D                | 1998–2001 |      |
| Kriegsveteranenminister der Vereinigten Staaten             | Jesse Brown                      |        | D                | 1993–1998 |      |
| Kriegsveteranenminister der Vereinigten Staaten             | Togo Dennis West Jr.             |        | D                | 1998–2000 |      |
| Kriegsveteranenminister der Vereinigten Staaten             | Hershel Wayne Gober              |        | D                | 2000–2001 |      |
| Andere Mitglieder im Kabinettsrang                          |                                  |        |                  |           |      |
| Stabschef des Weißen Hauses                                 | Thomas F. McLarty                |        | D                | 1993–1994 |      |
| Stabschef des Weißen Hauses                                 | Leon Edward Panetta              |        | D                | 1994–1997 |      |
| Stabschef des Weißen Hauses                                 | Erskine Boyce Bowles             |        | D                | 1997–1998 |      |
| Stabschef des Weißen Hauses                                 | John David Podesta               |        | D                | 1998–2001 |      |
| Leiter der Environmental Protection Agency                  | Carol Martha Browner             |        | D                | 1993–2001 |      |
| Direktor des Office of Management and Budget                | Leon Edward Panetta              |        | D                | 1993–1994 |      |
| Direktor des Office of Management and Budget                | Alice Mitchell Rivlin            |        | D                | 1994–1996 |      |
| Direktor des Office of Management and Budget                | Franklin Delano Raines           |        | D                | 1996–1998 |      |
| Direktor des Office of Management and Budget                | Jacob J. Lew                     |        | D                | 1998–2001 |      |
| Direktor des Bundesamts für Nationale Drogenkontrollpolitik | Lee Patrick Brown                |        | D                | 1993–1995 |      |
| Direktor des Bundesamts für Nationale Drogenkontrollpolitik | Barry Richard McCaffrey          |        | Parteilos        | 1995–2001 |      |
| Handelsvertreter der Vereinigten Staaten                    | Michael Kantor                   |        | D                | 1993–1997 |      |
| Handelsvertreter der Vereinigten Staaten                    | Charlene Barshefsky              |        | D                | 1997–2001 |      |